# Dactylispa singularis
Dactylispa singularis es una especie de insecto coleóptero de la familia Chrysomelidae.
Fue descrita científicamente en 1888 por Gestro.